# Hymenopus coronatus
L'Hymenopus coronatus, ( coneguda també amb diversos noms comuns com el pregadeu orquídia, pregadeu orquídia malaia o pregadeu orquídia rosada), és un animal que habita les pluviïsilves de Malàisia, Indonèsia, Tailàndia, Birmània i Sumatra. Aquesta espècie prospera especialment en les àrees càlides i humides d'aquestes selvatives del sud-est d'Àsia.

## Descripció morfològica

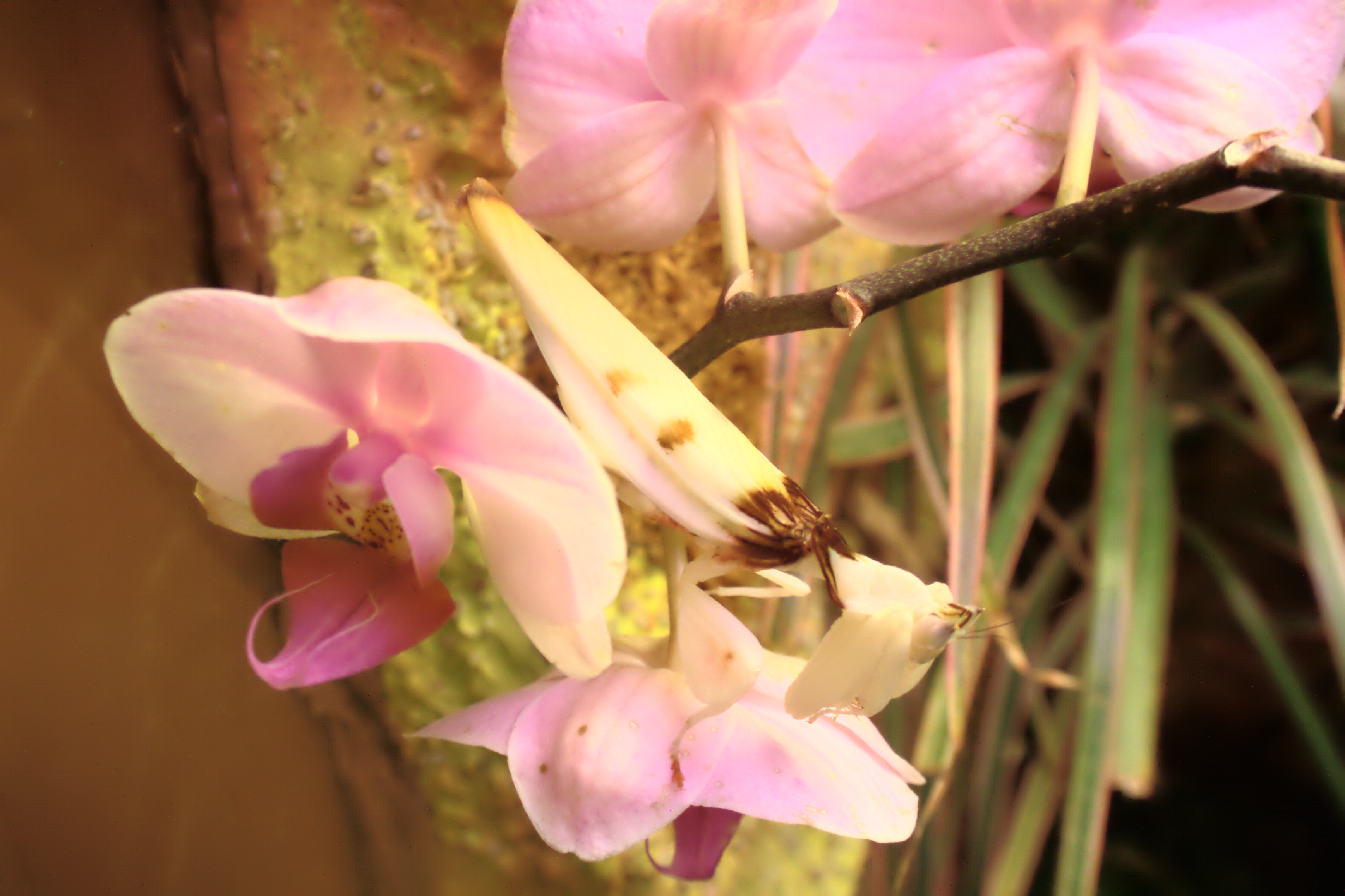
Femella adulta d'H. coronatus en una orquídia Phalaenopsis imitant a la flor

Les seves quatre potes semblants a pètals de flor i la seva tonalitat corporal sovint es confonen amb el seu entorn natural. H. coronatus exhibeix un dels dimorfismes sexuals més marcats (potser el més pronunciat) entre totes les espècies de pregadeus, amb els mascles que rarament arriben a la meitat de la grandària de les femelles (els mascles fan una mitja de 2,5cm mentre que les femelles arriben als 6 o 7 cm de llarg). El mascle adult té el cos de color rosa o taronja, pràcticament sense lòbuls a les potes i amb les ales blanques i llargues. La femella pot variar en color i té lóbuls grans a les potes. A més, presenta una taca verda al seu dors mentre que la del mascle és marronosa i 6 segments abdominals mentre que els mascles en presenten 8.
Tenen 4 parells de potes per a moure's i dues potes davanteres modificades en pinces i amb espines per subjectar bé la seva presa.
Les nimfes joves evoquen la semblança amb les xinxes depredadores (de la família Reduviidae), amb picades que resulten molt doloroses. La seva paleta cromàtica pot variar entre el blanc, magenta o fins i tot un groguenc imprevisible. En qüestió de dies, l'animal pot canviar el color en funció de les condicions ambientals com la llum o la humitat.
Presenten algunes característiques morfològiques compartides amb tots els mantodeus, com poden ser un parell de potes anteriors de tipus raptorial amb una o dues fileres d'espines al llarg de fèmur i tíbia, dos parells d'ales (en mascles són més pronunciades), un cap triangular amb gran mobilitat (el poden girar fins 180°), ulls complexes molt grans i antenes filiformes.
Tot i que en alguns llocs existeix la creença que els màntids són verinosos, cap espècie presenta verí.

## Hàbitat i ecologia
Aquesta mantis viu en una temperatura ideal de 28°C pero pot viure entre 25 i 35º. Necessiten una temperatura ambiental alta. La humitat relativa ha de ser entre el 60 i el 80%. Les nimfes són més sensibles a la humitat i necessiten mantenir-se més seques. Són animals d'hàbits diürns
Són animals caçadors. Viuen immòbils entre els diferents elements vegetals com fulles o branques, mimetitzats a l'entorn, per depredar un cop la presa passi prop. Són carnívors generalistes, de forma que mengen gran varietat d'insectes que cacen a una velocitat molt alta.
Hymenopus coronatus es troba a les selves tropicals del sud-est asiàtic, incloent Cambodja, Indonèsia, Laos, Malàisia, Myanmar, Tailàndia, Vietnam i les Filipines, així com Singapur. També es troba als Ghats occidentals de l'Índia. L'ambient d'aquest animal són les pluviïsilves, que presenten zones on aquest mantodeu es pot camuflar perfectament. En aquest ambient es troben les orquídeas sobre les quals es posa per camuflar-se i depredar alhora que s'amaga dels seus depredadors. També pot imitar la planta sencera.
Les femelles tenen una esperança de vida de 8 mesos mentre que els mascles viuen entre 5 i 6. Els dos tenen capacitat voladora però el mascle ho fa millor.
En casos de menjar abundant poden viure en grups.

## Comportament

### Alimentació

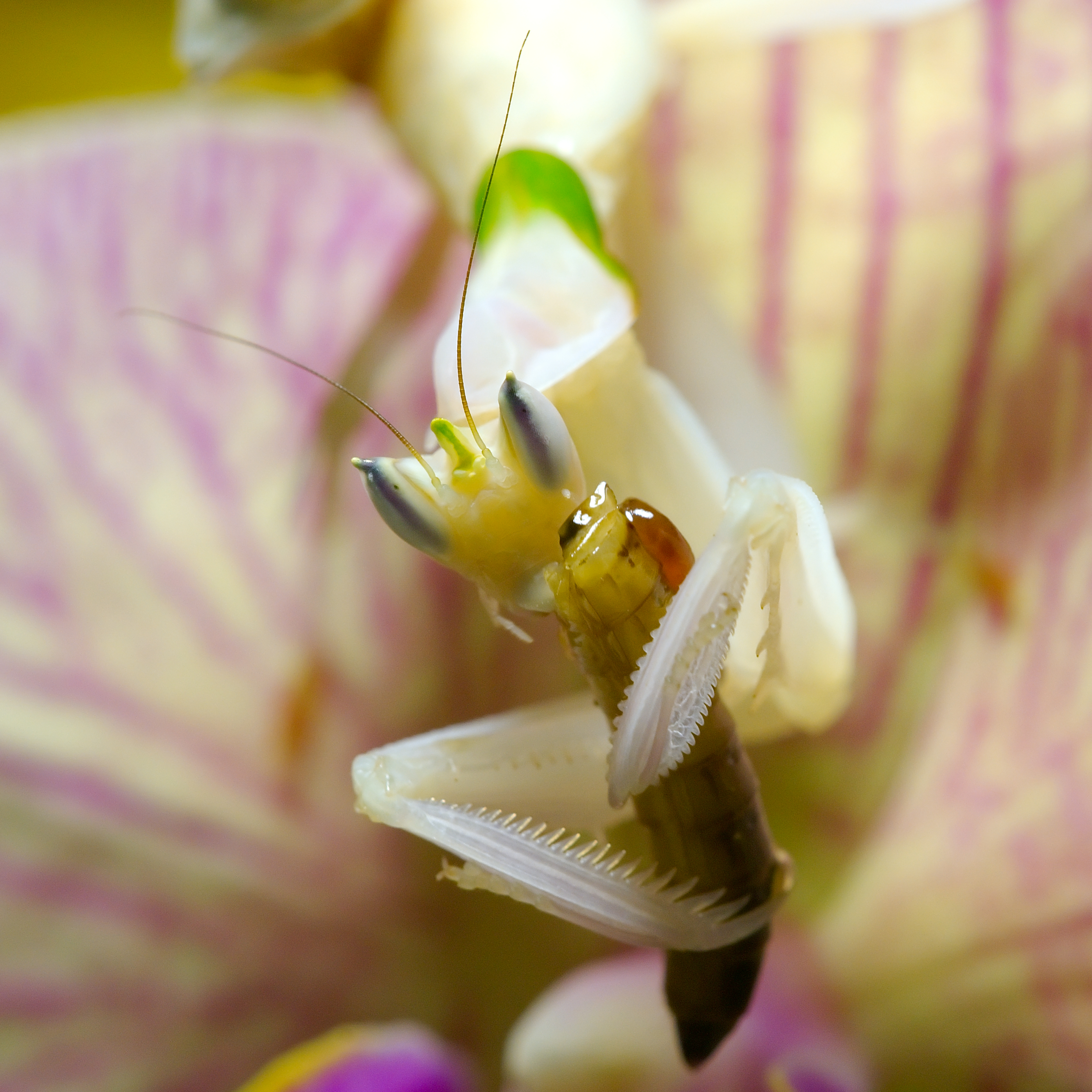
Un individu adult de H. coronatus depredant un insecte.

És un insectívor majoritàriament carnívor que captura principalment altres insectes. En l'ambient de laboratori, prefereix les preses de lepidòpters. La seva dieta a la natura consisteix en petits insectes com grills, mosques, mosques de la fruita, escarabats, i insectes picadors més petits com abelles o vespes miniatures. Presenten un fort aparell masticador per processar les seves preses.
També poden capturar erugues i altres larves d'insectes. Alguns exemplars són caníbals i consumeixen els seus propis congèneres quan un d'ells s'apropa massa. Les mantis orquídia s'alimenten amb preses que no superen la grandària dels seus estómacs, ja que això pot provocar risc de ruptura i, en casos extrems, la mort. Al ser una espècie carnívora oportunista prefereix preses que no presentin una resistència massa gran. Alguns grups com aranyes, xinxes o paneroles poden atacar la mantis i ferir-la, de forma que evita aquestes preses si en té altres més fàcils per caçar disponibles. Al viure a els flors prefereix les preses florícoles (lepidòpters, dípters i abelles).
Els individus juvenils de Hymenopus coronatus depreden insectes pol·linitzadors que són atrets pel seu cos, gràcies a la seva coloració blanc/rosa, els seus lòbuls femorals "en forma de pètal" i l'abdomen ample, que imita a una flor. La hipòtesi del mimetisme floral implica que l'èxit depredador de la mantis orquídia depèn de la presència d'una espècie model per a la qual la mantis orquídia es fa passar. La mantis orquídia pot presentar senyals semblants a les flors en general sense assemblar-se a una sola espècie model.
La seva forma de caçar consisteix en moure's per les branques i tiges de les plantes fins que troba una que està florint. S'enganxa amb les urpes dels seus dos parells de potes posteriors. Un cop enganxada fa un balanceig per atreure les mosques del voltant, que es veuen atretes per la taca de la punta del ventre de la mantis, la qual és semblant a una mosca. Un cop s'apropa una mosca la mantis l'atrapa i se la menja.
Per completar la dieta i aconseguir vitamines, en ocasions s'alimenten de fruits, com el plàtan, del que també obtienen nutrients com el potassi.

### Depredadors
La semblança floral de la mantis orquídia pot tenir beneficis addicionals, inclosa la protecció dels depredadors. Els animals amb coloració semblant a una flor es poden amagar dels depredadors quan es troben sobre plantes de aparença similar, mitjançant el procés de concordança de fons. Aquesta estratègia es basa en la crípsis, on els depredadors no detecten un organisme en barrejar-se amb el seu entorn. Alternativament, els organismes que comparteixen una gran semblança amb un objecte ambiental específic poden beneficiar-se del camuflatge mitjançant la mascarada, és a dir, la semblança d'un organisme amb un objecte no comestibleper tal de facilitar la identificació errònia d'aquest organisme per part dels seus depredadors o les seves preses. La mascarada permet als depredadors detectar la presa, però classificar-la com a objecte no comestible, de manera similar al mimetisme batesià.
La resposta dels depredadors a les mantises orquídies encara encara s'ha d'aprofundir i el grau en què un animal ha de coincidir amb un objecte model per aconseguir la mascarada és poc conegut.

### Mimetisme
La femella presenta un major mimetisme que el mascle, ja que aquest té una coloració més verda i marronosa. Els juvenils també es camuflen millor que els adults, donat que poden doblegar el seu abdomen cap a dalt (el que els fa més semblants a una orquídea), cosa que els adults no poden fer pel desenvolupament de les ales. El primer estadi de la nimfa presenta un tipus de mimetisme batesià, que fa que sembli una espècie verinosa de cara als depreadadors.
A més a més, la mantis orquídea absorbeix els rajos ultravioleta de forma similar a les flors, fet que la fa més indistingible per les abelles que s'apropen. El seu color blanc té un atractiu major per les preses que altres coloracions per aquesta capcitat d'aborbir i reflectir la llum.
També poden secretar feromones que atreuen als insectis cap a elles.

### Reproducció i cicle de vida
L’aparellament es diürn i el mascle es veu atret per les feromones de la femella. Dura fins a 36 hores (i hi ha casos documentats de 48). S'inicia amb el mascle apropant-se per darrera i donant un cop a la femella perquè sàpiga que es tracta d'un mascle de la mateixa espècie. Desprès es dona una còpula llarga, que permet al mascle reduir la competència amb altres mascles per l’esperma, donat que pot aportar més espermatozoides i evitar que la femella sigui fecundada per una còpula anterior. Els espermatozoides poden estar fins a 5 mesos retinguts a l'espermateca de la femella. En alguns casos la femella depreda al mascle desprès de la còpula (sobretot en ambients amb pocs recursos) però no es una pràctica tan habitual en aquesta espècie com d'altres del mateix grup. L'aparellament de les mantis orquídeas és directe, és a dir, el mascle transmet l'esperma directament al interior del cos de la femella.
Entre 5 i 9 dies després de la còpula (havent-hi casos de 56 dies després), el mascle produeix la ooteca, que és espumosa i conté fins a centernars d'ous. Aquests ous tenen un alt contingut hídric per protegir-se de la sequera ambiental a mesura que l'ooteca s'endureix després de la posta (com una closca). Es coneixen casos en que la ooteca ha sigut creada per la femella sense ser fecundada però aquesta ha sigut posteriorment abandonada.
Les mantis orquídea tenen un desenvolupament hemimetàbol, passant per diverses mudes (els mascles 5 i les femelles 7) per arribar a l'adult. De l'ou surt una nimfa morfològicament semblant a l'adult però sense ales ni maduressa sexual.
Als 40-46 dies de la còpula neixen entre 15 i 86 cries, de les quals entre 30 i 50 abandonaran la ooteca. En alguns casos hi ha centenars de cries. Les cries surten de la ooteca i queden suspeses en una membrana de l’ou. Després realitzen la seva primera muda. Quan la cutícula s'ha endurit (a les 5 o 6 hores de l'eclosió) s'alliberen de la muda i es dispersen el màxim possible. Entre les 24 i 48 hores primeres hores de vida realitzen el seu primer menjar. Aquests joves presenten molta activitat, poden saltar i poden fins i tot fer-se els morts per evitar la predació.
Després de la primera muda els juvenils son vermells amb zones negres. El seu cap, antenes i tòrax son del mateix color. Es un mimetisme batesià, que simula organismes verinosos per evitar la depredació. A la següent muda (als 9-22 dies) perden aquesta coloració, i passen a ser de color blanc amb zones marronoses. Els individus juvenils es diferencien dels adults perquè l'abdomen es corba cap a dalt. En aquesta fase són molt semblants a les orquídies.
Després de la última muda, la femella madura a les 2 o 3 setmanes. El mascle ho fa a les 2 setmanes. En alguns casos la femella madura sexualment als 2 dies. 
Un mascle arriba a l’edat adulta als 3 mesos mentre que la femella triga 4 o 5. Als 3 mesos d’assolir l’edat adulta, si no ha tingut èxit, el mascle deixarà d’intentar aparellar-se. La femella és fèrtil de 5 a 12 mesos mentre que el mascle o és fins a 7 mesos.

### Reproducció en captivitat
El moment de la maduresa sexual d'aquesta espècie està condicionat per la temperatura i la quantitat de menjar que rebi, determinant si arriba a l'edat adulta abans o després. Normalment, els mascles maduren aproximadament un mes i mig abans que les femelles, cosa que pot ser problemàtica si es vol seguir amb el cicle reproductiu, ja que quan les femelles estiguin disponibles, els mascles podrien haver mort per vellícia. Per evitar-ho, cal mantenir els mascles a temperatures més baixes que les femelles (18°C) i alimentar-los amb menjar en menor quantitat per retardar el seu creixement. Després de 2 a 3 setmanes d'haver-se convertit en adults, les femelles estaran en un estat receptiu, moment en què posarem el mascle, que ja estarà preparat una setmana abans (hi ha debat sobre si posar el mascle en el terrari de la femella o viceversa, però sembla funcionar bé en ambdós sentits). Aquest s'aproparà per darrere de les femelles i els donarà uns tocs perquè sàpiguen que no és un altre insecte. Les femelles generalment no mengen els seus companys ja que aquests solen fugir ràpidament (però per si de cas, podem donar-li alguna presa a la femella per mantenir-la entretinguda). Durant el moment de la còpula, s'ha de tenir cura de no acostar-se, fer moviments bruscs ni canvis bruscos de llum, ja que la femella pot posar-se nerviosa i acabar alliberant-se o matant al mascle. Si s'observa que la femella rebutja al mascle, és millor separar-los i intentar-ho en un altre moment.
La quantitat d'ous per posta varia entre 4 i 5 ooteces, amb cada una produint entre 40 i 100 nimfes; es recomana alimentar la femella des d'una ooteca a una altra per assegurar la fertilitat. El temps d'incubació és d'entre 5 i 6 setmanes, mantenint una humitat del 80-90%, bona ventilació i una temperatura de 25-30°C. Per a la cura de les cries, és crucial alimentar-les amb Drosophila hydei i separar els exemplars a partir de la L3 per evitar el canibalisme. La reproducció d'aquesta espècie és considerada difícil.
El primer estadi de la mantis orquídea es taronja amb les potes i el cap negres. Després de la primera muda, les nimfes són blanques amb detalls roses.

## Amenaces i conservació
Aquesta espècie no es troba amenaçada ni en perill d'extinció.
És una espècie molt demandada pels coleccionistes d'insectes per la seva coloració peculiar. El seu cost és molt elevar i cal molta experiència per tenir-les com a mascotes pels seus elevats requeriments ambientals. Els exemplars per coleccionistes rarament són extrets del medi natural sino que són criats per experts per la venda i comercialització.

### Galeria

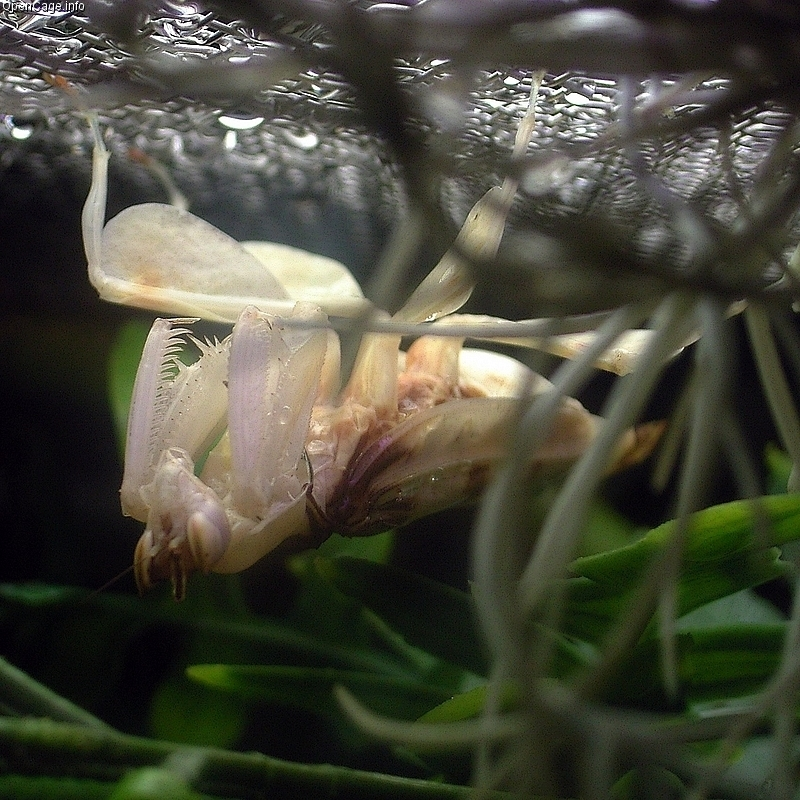
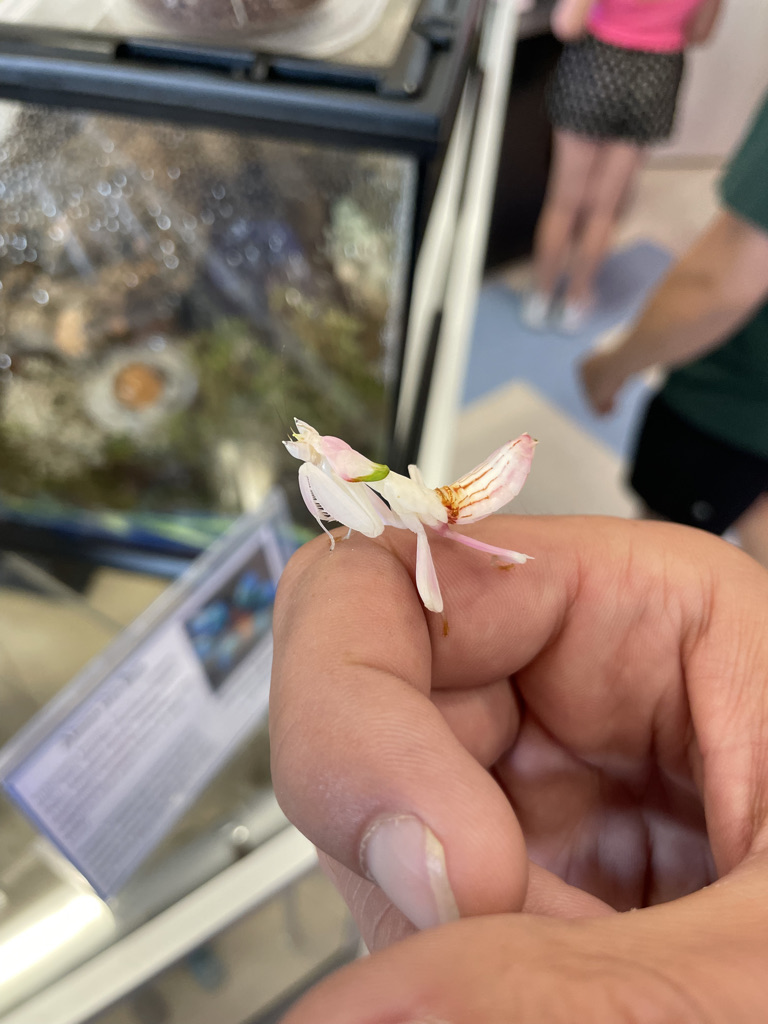
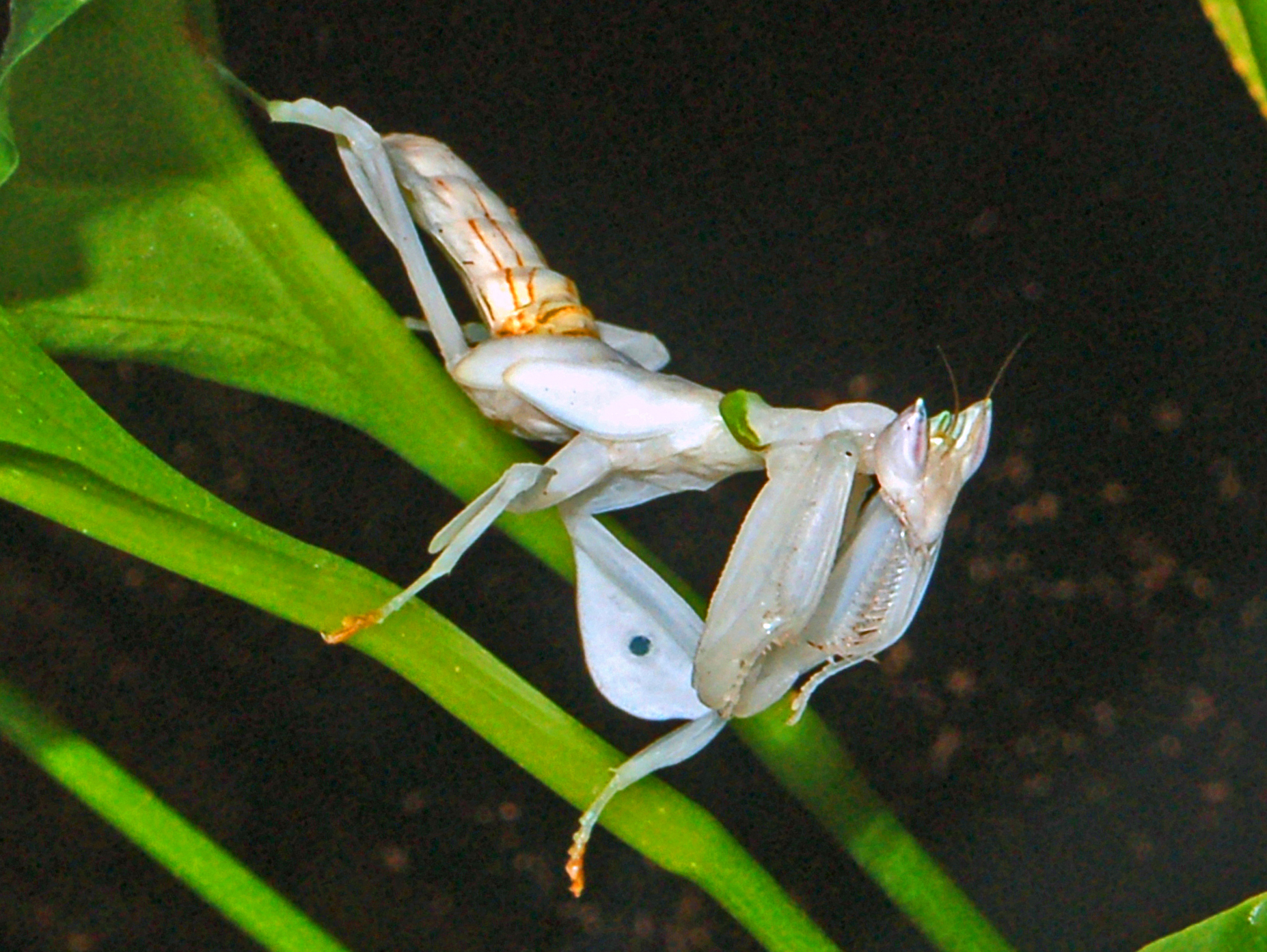
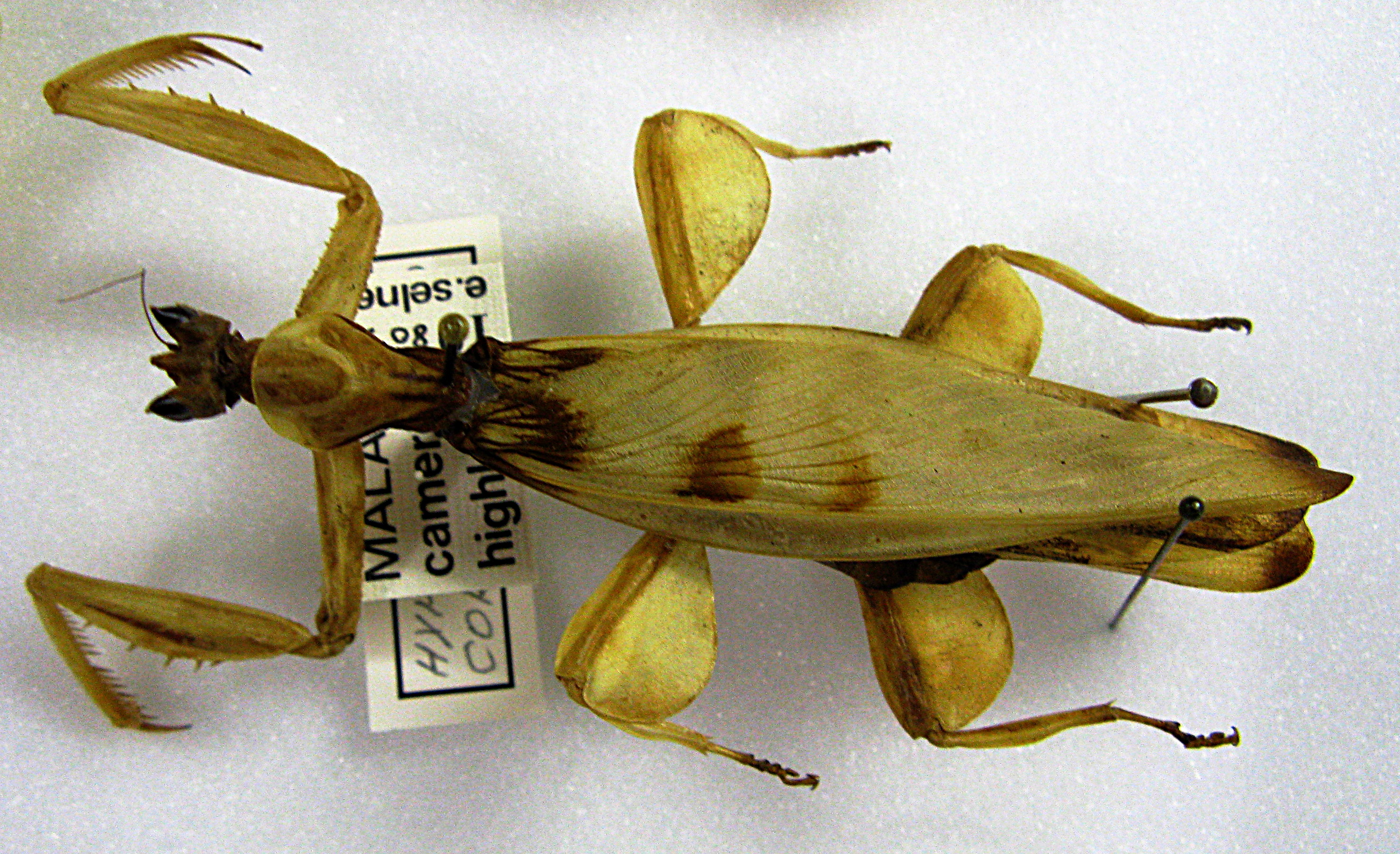